# أرت بيرجمان
أرت بيرجمان هو كاتب أغاني ومغني كندي، ولد في 8 فبراير 1953 في فانكوفر في كندا.

## وصلات خارجية
- أرت بيرجمان على موقع IMDb (الإنجليزية)
- أرت بيرجمان على موقع ميوزك برينز (الإنجليزية)
- أرت بيرجمان على موقع ديسكوغز (الإنجليزية)